# María Estefanía Dávalos y Maldonado
María Estefanía Dávalos y Maldonado o Sor María Estefanía de San Joseph (Chimborazo, c. 1720 - Quito, c. 1801) fue una escultora y pintora ecuatoriana, su obra más destacada es la La Virgen del Carmen tallado en el altar mayor del monasterio de El Carmen Nuevo o Bajo, en Quito. Perteneció al movimiento de la Escuela Quiteña del siglo XVIII.

## Biografía
María Estefanía nació aproximadamente en 1720, en la Provincia de Chimborazo; sus padres fueron el general José Dávalos Sotomayor y Villagómez y Rosa Elena Maldonado Sotomayor, era hermana de la filántropa Magdalena Dávalos y Maldonado. También fue sobrina del científico, y geógrafo  Pedro Vicente Maldonado y de Ramón Maldonado Sotomayor, I Marqués de Lises. Durante su infancia residió en el cantón Guano entre las haciendas Sabañag y Elén, que pertenecieron a su familia.
Desde muy niña, aspiró a convertirse en una religiosa y el 25 de febrero de 1742 ingresó al monasterio de El Carmen Nuevo o Bajo, en Quito y profesó al siguiente año; adoptó el nombre de Sor María Estefanía de San Joseph. Respecto a este hecho, el geógrafo Charles Marie de La Condamine que trató a las hermanas Dávalos y Maldonado mencionó lo siguiente:

La Mayor (María Estefanía)...su única ambición era hacerse carmelita: para lo cual la retenía únicamente la ternura para con su padre, quien después de larga resistencia dio al fin su consentimiento e hizo su profesión en Quito, en 1742...
Diario de Charles Marie de La Condamine

## Educación
Es considerada una erudita de su época ya que su instrucción fue autodidacta, pintaba en miniatura y al óleo, dominó el canto y las ciencias; poseía gran talento para la dicción, agilidad para la escritura, hablaba y traducía a la perfección el francés y sobresalía en todo tipo de artes manuales. El cronista Mario Cicala, que la conoció en 1760, se refirió a ella en estos términos:

la una, religiosa teresiana, en la que brillaban a maravilla los dones naturales: su capacidad, sabiduría, prudencia y discreción en las ciencias y en las artes manuales, particularmente del torno, en el canto y otras habilidades en las que se muestra muy diestra; con su eruditísima conversación encanta a los hombres más doctos y científicos; con sus manos hace cuanto se le pide en flores, recamados y todo, con la mayor perfección, finura y delicadeza...Tiene una maravillosa pluma para escribir que ha dejado maravillados a los hombres más doctos y eruditos…
P. Mario Cicala (Descripción histórico-topográfica de la Provincia de Quito de la Compañía de Jesús)

Entre los instrumentos musicales que Sor María Dávalos tocaba constan: guitarra, violín, flauta traversera, arpa y el clavicordio.

## Obra
La primera obra de Sor María Estefanía Dàvalos, de la que se conoce es La conversión de San Pablo, que pintó alrededor de 1738; La Condamine anotó en su diario lo siguiente:

Vimos entre otros uno de sus cuadros de caballete que representaba la conversión de San Pablo, que contenía una treintena de figuras correctamente dibujadas, para lo cual había aprovechado de los malos colores del país.
Diario de Charles Marie de La Condamine

En 1742, se trasladó al actual monasterio de El Carmen Nuevo o Bajo, en Quito, donde se dedicó completamente a la escultura y pintura, por tal motivo la mayoría de su obra se encuentra en ese lugar. Su trabajo más destacado es la La Virgen del Carmen en el altar mayor del monasterio.
Se le atribuyen todas las imágenes de El Carmen Nuevo o Bajo a excepción del Señor de la Sangre de Cristo, su obra también incluye:
- Las estatuas de La Virgen del Tránsito
- El Señor de la Resurrección y Santa Teresa
- La estatua del Corazón de María